# Wechselkursrisiko

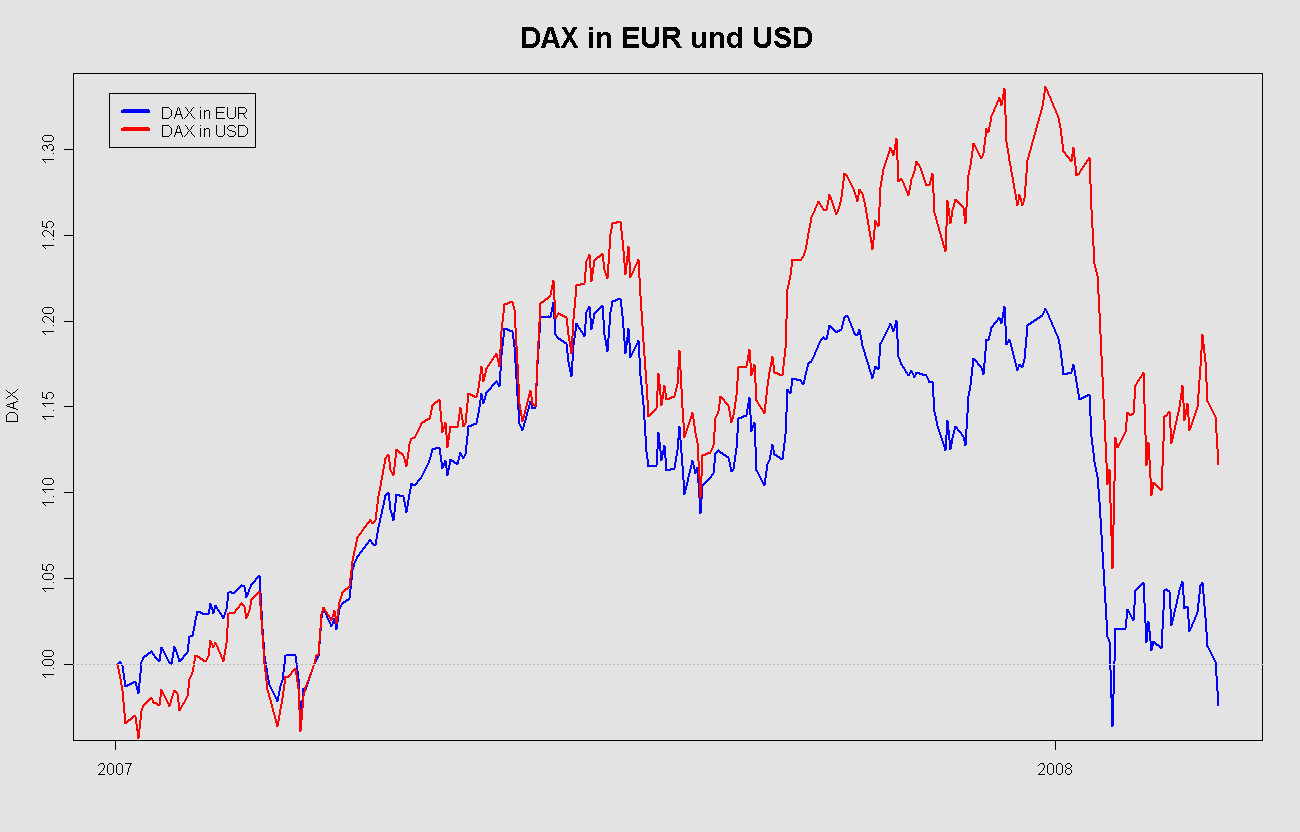
Der deutsche Aktienindex DAX in Euro und in Dollar. Während der DAX in Euro in der betrachteten Periode von Januar 2007 bis März 2008 leicht verliert, gewinnt er aus der Sicht eines amerikanischen Investors mehr als 11 %.

Als Wechselkursrisiko bezeichnet man in den Wirtschaftswissenschaften die aus der Unsicherheit über zukünftige Wechselkursentwicklungen (Wechselkursunsicherheit) entstehenden Finanzrisiken. Das Wechselkursrisiko erhöht die Transaktionskosten für betroffene Marktteilnehmer und behindert hierdurch den internationalen Güter- und Kapitalverkehr.

## Allgemeines
Ein Maß für die Unsicherheit bezüglich des Wechselkurses ist die Wechselkursvolatilität. Generell steigt die Unsicherheit, je weiter in der Zukunft eine geplante Transaktion in einer Fremdwährung liegt. Wechselkurse können für Exporteure, Importeure, Gläubiger, Schuldner, Spekulanten oder Arbitrageure nur dann ein Finanzrisiko darstellen, wenn sie einer Volatilität unterliegen, also sich im Zeitablauf ständig verändern. Hierdurch besteht ein schwer kalkulierbares Kursrisiko, das durch Sicherungsgeschäfte (englisch Hedging) ausgeschaltet werden kann. Das Wechselkursrisiko ist wie das Kursrisiko eine Unterart des Preisrisikos.

## Bestandteile
Das Währungsrisiko kann in einem Kursänderungsrisiko, Swapsatzrisiko und Erfüllungsrisiko bestehen. Das Kursänderungsrisiko entsteht bei Fremdwährungsaktiva, wenn der Wechselkurs der betroffenen Fremdwährung sinkt und eine offene Devisenposition vorhanden ist und umgekehrt bei Fremdwährungsschulden, wenn der Wechselkurs der betroffenen Fremdwährung bei offenen Devisenpositionen steigt. Das Swapsatzrisiko besteht aus der Gefahr, die aus geschlossenen Devisenpositionen resultiert, bei denen sich die Fälligkeiten der Liefer- und Abnahmeverpflichtungen nicht decken und eine unerwartete Änderung des Swapsatzes eintritt. Das Erfüllungsrisiko schließlich besteht aus der Gefahr, dass die Kontrahenten aus Termingeschäften ihren Verpflichtungen nicht nachkommen und dadurch Wiederbeschaffungskosten für die erneute Absicherung einer durch den Ausfall einer Vertragspartei verursachten offenen Devisenposition entstehen.

## Unterteilung der Währungsrisiken
Währungsrisiken können bei Unternehmen unterteilt werden in:
- Translationsrisiko: Das Risiko aus der Umrechnung von buchhalterischen Positionen zu einem späteren Stichtag (etwa Bilanzstichtag), etwa aus der Umrechnung der Werte von Vermögensgegenständen, Verbindlichkeiten, Umsatzerlösen oder Gewinnen einer ausländischen Tochtergesellschaft bei der Ermittlung des Konzernergebnisses. Das Risiko ist nicht zahlungswirksam und damit weniger gewichtig als die folgenden Positionen. Es beeinflusst auch Ertragsgrößen wie z. B. die EBITDA-Marge nicht, da sowohl Umsatz als auch Ergebnis davon betroffen sind.
- Transaktionsrisiko: ergibt sich aus bestehenden, bereits buchhalterisch erfassten Forderungen oder Verbindlichkeiten in Fremdwährungen, die erst zu einem späteren Zeitpunkt mit bislang unbekanntem Wechselkurs zahlungswirksam werden. Eventuelle Kursschwankungen sind voll ergebnis- und margenwirksam.
- Operatives Risiko: bezieht sich auf zukünftige, zu erwartende, aber in der Höhe noch nicht exakt feststehende und damit auch nicht gebuchte Wechselkursrisiken aus der Geschäftstätigkeit. Dies kann zukünftige Zahlungseingänge aus Umsätzen oder Zahlungsausgänge aus Kostenpositionen in Fremdwährungen betreffen. Die Effekte werden zukünftig voll ergebnis- und margenwirksam, insofern sich Fremdwährungszahlungsausgänge und -eingänge in Höhe und zeitlichem Verlauf nicht ausgleichen (Natural Hedging).
- Wettbewerbsrisiko: Das langfristige strategische Risiko, mit einem Produkt aufgrund von Währungsschwankungen bzw. einer längerfristigen ungünstigen Währungsentwicklung nicht wettbewerbsfähig zu sein.

Investoren sind bei Anlagen in Fremdwährungen dem Risiko ausgesetzt, dass nicht nur ihr Basisinvestment an Wert gewinnt oder verliert, sondern auch die Anlagewährung im Vergleich zur eigenen Währung an Wert gewinnt oder verliert. Dies ist vergleichbar mit dem Translationsrisiko, allerdings mit dem Unterschied, dass Investoren regelmäßig in wesentlich kürzeren Perioden ihre Positionen schließen und glattstellen. Damit wird dieses Risiko zahlungswirksam. Unternehmen halten in der Regel Kapitalbeteiligungen über Jahre und Jahrzehnte, sodass Translationsrisiken nur beim Transfer von Mitteln zwischen Gesellschaften (Dividenden, Kapitalerhöhung) zahlungswirksam werden.
Hans E. Büschgen unterscheidet auch beim Wechselkursrisiko generell zwischen dem Preis- und Mengenrisiko. Während sich letzteres auf die unsichere Höhe des Zahlungsstroms bezieht, betrifft das Preisrisiko die unsichere Höhe des Wechselkurses.

## Auswirkungen
Wechselkursunsicherheiten bergen sowohl Gewinnchancen als auch Verlustgefahren. Einerseits ermöglichen sie Marktteilnehmern Zusatzgewinne, andererseits gefährden sie deren Rendite, wenn sich der Wechselkurs in eine ungünstige Richtung bewegt. Der Wirtschaftsnobelpreisträger Robert Mundell hält Wechselkursunsicherheit grundsätzlich für gefährlich, denn die Stabilität der Finanzmärkte hängt für ihn vom Wechselkurs ab:

“An unstable exchange rate means unstable financial markets, and a stable exchange rate means more stable financial markets.”

„Ein instabiler Wechselkurs bedeutet instabile Finanzmärkte, und ein stabiler Wechselkurs bedeutet stabilere Finanzmärkte.“

Unabhängig von der Risikoeinstellung des Individuums wirken Wechselkursunsicherheiten für Außenhändler und Anleger jedoch als Transaktionskosten und somit als Handelshemmnis.

## Sicherungsgeschäfte
Ist das bewusste Eingehen offener Positionen (Spekulation) nicht tragbar, gibt es eine Reihe von Absicherungsmöglichkeiten durch Sicherungsgeschäfte.
Ein Marktteilnehmer kann eine Eliminierung der Unsicherheiten über den Terminmarkt durch Devisentermingeschäfte mittels Absicherung zukünftiger Devisenzahlungseingänge und -ausgänge vornehmen. Zudem sind Optionen (Devisenoptionsgeschäfte) oder Swaps (Währungsswaps) auf dem Devisenmarkt möglich.  
Eine weitere Möglichkeit der Reduzierung der Wechselkursunsicherheit ist das Bestreben, Forderungen und Verbindlichkeiten in denselben Währungsrelationen anfallen zu lassen. Dies bedingt, dass Auszahlungen im selben Währungsverhältnis anfallen wie Einzahlungen. Steuerungsgrößen, um Kostenpositionen an die Relationen der Umsätze anzupassen, sind die Finanzierung über die Kapitalmärkte in dem jeweiligen Währungsraum, die Anpassung von Lieferungsbedingungen insbesondere bei großen Rohstoffpositionen sowie die Verlagerung von Produktionsstätten, um bei Positionen wie Personal- oder Energiekosten für eine Währungsparität zu sorgen (Natural Hedging).
Eine sinnvolle Absicherung gegen Wechselkursschwankungen bietet auch die Fakturierung von Transaktionen in inländischer Währung, was nur bei entsprechender Verhandlungsmacht möglich ist. Allerdings reduziert dies lediglich die Unsicherheit für einen der beteiligten Akteure, das Währungsrisiko wird auf den Partner abgewälzt.
Ein direkter Weg zur Vermeidung von Wechselkursunsicherheit ist die Bildung einer Währungsunion; so eliminierte die Europäische Währungsunion beispielsweise jegliche Wechselkursunsicherheit zwischen den Ländern der Eurozone.
Die meisten ökonomischen Schulen bevorzugen stabile Wechselkurse, die das Währungsrisiko minimieren oder ganz ausschließen. Dies führt nicht nur zur Vermeidung von Transaktions- und Absicherungskosten, sondern vermeidet auch die Fehlallokation von Mitteln durch Kursschwankungen. Allerdings konnten sich fixe Wechselkurse zwischen Papierwährungen historisch nicht durchsetzen. Stabile Wechselkurse ließen sich am besten durch die Bindung von Währungen an Edelmetalle aufrechterhalten.
Von staatlicher Seite wurde im 20. Jahrhundert mehrfach versucht, den Außenhandel durch staatliche Wechselkursversicherungen zu fördern. Darunter versteht man eine kostengünstige (oft sogar kostenlose) staatliche Absicherung von Währungsunsicherheiten. Staatliche Wechselkursversicherungen werden jedoch als kritisch angesehen, da sie die Versicherten dazu verleiten, überproportional viele mit hoher Unsicherheit behaftete Geschäfte einzugehen. Sie haben sich nicht durchgesetzt, da die Versicherbarkeit bezweifelt wurde.